# Период оријентализације у уметности старе Грчке
У архајској фази древне грчке уметности, период оријентализације је културно-историјски период који је започео током каснијег дела 8. века пре нове ере, када је постојао снажан утицај напредније уметности источног Медитерана и античког Блиског истока. Главни извори су били Сирија и Асирија, а у мањој мери и Феникија и Египат. Са ширењем феничанске цивилизације Картагине и грчком колонизацијом у западном Медитерану, ови уметнички трендови су такође утицали на Етрурце и ране старе Римљане на Апенинском полуострву.

## Стил и утицаји
Током овог периода у древној грчкој уметности јављају се орнаментални мотиви и интересовање за животиње и чудовишта што је настављено да се приказује вековима, а проширило се и на римску и етрурску уметност. Монументална и фигуративна скулптура у овом стилу може се назвати Дедалском, по Дедалу, који је према легенди био оснивач грчке скулптуре. Овај период карактерише промена са преовлађујућег геометријског стила на стил са мотивима инспирисаним Истоком. Овај нови стил је одражавао период повећане културне размене у Егејском свету, чији се интензитет понекад пореди са оним из касног бронзаног доба.
Појава оријентализованих мотива у грчкој грнчарији јасно је евидентна на крају касног геометријског периода, иако постоје две школе мишљења у вези са питањем да ли је сама геометријска уметност настала захваљујући источњачким моделима. У атичкој грнчарији, карактеристичан оријентализовани стил познат као „прото-атик” обележен је цветним и животињским мотивима; то је био први пут да су уочљиво грчке религиозне и митолошке теме заступљене у вазном сликарству. Тела људи и животиња су била приказана у силуети, иако су им главе биле нацртане у контури; жене су нацртане потпуно у обрисима. У другом важном центру овог периода, Коринту, утицај оријента је почео раније, иако је постојала тенденција да се производе мање вазе са високим детаљима у „прото-коринтском“ стилу који је претпоставио технику црних фигура на црвеној подлози.
Од средине шестог века, пораст моћи Ахеменида на источном крају Егеја и у Малој Азији смањио је количину источне робе која се налазила у грчким градовима, пошто су Персијанци почели да освајају грчке градове у Јонији, дуж обале Мале Азије.

## Позадина
Током овог периода, Асирци су напредовали дуж обале Средоземног мора, праћени грчким и каријским плаћеницима, који су такође били активни у војсци Псамтика I у Египту. Нове групе су почеле да се такмиче са медитеранским трговцима. У другим деловима Егејског света десила су се сличне сеобе становништва. Феничани су се населили на Кипру и у западним регионима Грчке, док су Грци основали трговачке колоније у Ал Мини у Сирији и у Искији (Питекуза) код обале Тиренског мора Кампаније у јужној Италији. Ове размене су довеле до периода интензивног позајмљивања у коме су Грци (посебно) прилагођавали културне карактеристике са Истока у своју уметност.
Период од отприлике 750. до 580. године пре нове ере такође је доживео упоредиву фазу оријентализације етрурске уметности, јер је економија у успону охрабрила етрурске породице да набављају стране луксузне производе који укључују мотиве пореклом са Истока. Слично, области Италије — као што су Велика Грчка, Сицилија, Пиценум, Стари Латиум, Агер Фаликус, Венетски регион, и нурагијска цивилизација на Сардинији  — такође су доживели фазу оријентализације у то време. Такође постоји период оријентализације на Иберијском полуострву, посебно у граду-држави Тартесос.

## Оријентализација
Огроман увоз сировина, укључујући метале, и нова мобилност страних занатлија довели су до увођења нових занатских вештина у Грчкој. Валтер Буркерт је описао нови покрет у грчкој уметности као револуцију: „Са бронзаним рељефима, текстилом, печатима и другим производима, отворио се читав свет источњачких приказа које су Грци једва чекали да усвоје и прилагоде током "оријентализацијске револуције".
Међу сачуваним артефактима, главни ефекти се виде у осликаној грнчарији и металним радовима, као и у гравираним драгуљима. Монументална и фигуративна скулптура је била мање погођена, и нови стил се ту често назива дедалским. Уочен је нови тип лица, посебно на Криту, са „тешким, превеликим цртама лица у облику слова U или V са хоризонталним обрвама“; оне потичу са Блиског истока. Највећи број примерака је из грнчарије пронађене на локалитетима. Постојале су три врсте нових мотива: животињски, биљни и апстрактни. Мотиви као што су палмета, лотос и волута са витицама били су карактеристични за грчку декорацију, а кроз грчку културу пренели су се на већи део Евроазије. Грифону су додане егзотичне животиње и чудовишта, посебно лав (који у том периоду више није био пореклом из Грчке) и сфинге, пронађени у Кнососу.
У фигуринама од бронзе и теракоте, увођење калупа са истока довело је до великог повећања производње фигура које су углавном направљене као заветне понуде.
Културна превласт Истока, идентификована археолошки према грнчарији, слоновачи и металним предметима источног порекла пронађеним на хеленским налазиштима, убрзо је уступила место темељној хеленизацији увезених обележја у архајском периоду који је уследио.

## Утицај на мит и књижевност
Многи грчки митови су настали у покушајима тумачења и интеграције страних икона у смислу грчког култа и праксе. Неки грчки митови одражавају месопотамске књижевне класике. Валтер Буркерт је тврдио да су мигрирајући видовњаци и исцелитељи пренели своје вештине у прорицању и ритуалу прочишћавања заједно са елементима своје митолошке мудрости. М.Л. Вест је такође документовао огромна преклапања у раним грчким митолошким темама и блискоисточној књижевности, а утицаји се протежу на значајне лексичке токове са семитских језика на рани грчки. Ово преклапање такође покрива значајан распон тематских паралела између грчког епа и Танаха.
Интензиван сусрет током периода оријентализације такође је пратио проналазак грчког алфабета и каријског писма, заснованог на ранијем фонетском, али неизговорљивом левантинском писму, што је изазвало спектакуларан скок у писмености и књижевној продукцији, како је усмено предање епа почело да се преписује на увезени египатски папирус (и повремено на кожу).

### Цитати
1. ↑  Robert Manuel Cook, Pierre Dupont, Cook, Robert Manuel; Dupont, Pierre (1998). East Greek Pottery,. Psychology Press. стр. 29. ISBN 9780415166010. Routledge, 1998 pp. 29ff.
2. ↑  Robert Manuel Cook, Cook, Robert Manuel (1997). Greek Painted Pottery,. Psychology Press. стр. 29. ISBN 9780415138598. Routledge, 3rd edition (1997), p. 41: "The technique of these works is generally incompetent, their style often a stale and varying medley of the traditional Hittite, Assyrian and Egyptian elements that were currently available in North Syria."
3. ↑  Markoe, Glenn (1996). „The Emergence of Orientalizing in Greek Art: Some Observations on the Interchange between Greeks and Phoenicians in the Eighth and Seventh Centuries B. C.”. Bulletin of the American Schools of Oriental Research (301): 47—67. JSTOR 1357295. S2CID 163876380. doi:10.2307/1357295.
4. ↑  Cook, стр. 39–51
5. ↑  Burkert, 128 et passim.
6. ↑  Fred S. Kleiner, ed. Gardner's Art Through the Ages: The Western Perspective 2010:14.
7. ↑  Elena Di Filippo Balestrazzi, L'orientalizzante adriatico, L'Erma" di Bretschneider, Roma 2004 (Italian)
8. ↑  Francesca Fulminante, Le sepolture principesche nel Latium vetus. Tra la fine della prima età del ferro e l'inizio dell'età orientalizzante, Roma, L'Erma di Bretschneider. . 2003. ISBN 978-88-8265-253-1. Недостаје или је празан параметар |title= (помоћ) (Italian)
9. ↑  Massimo Botto, Considerazioni sul periodo orientalizzante nella penisola Italica: la documentazione del Latium Vetus, in Javier Jiménez Avila, Sebastián Celestino Pérez (a cura di), El periodo orientalizante: Actas del III Simposio Internacional de Arqueología de Mérida, Protohistoria del Mediterráneo Occidental, Vol. 1. . 2005. стр. 47—74. ISBN 84-00-08346-6. Недостаје или је празан параметар |title= (помоћ) (Italian)
10. ↑  Giulia Fogolari, La componente orientalizzante nell'arte delle situle, pp. 10–11, in A.a.V.v. Arte delle situle dal Po al Danubio, mostra di Padova, Sansoni 1961. (Italian)
11. ↑  Paolo Bernardini, L'Orientalizzante in Sardegna: modelli, cifrari, ideologie, in Javier Jiménez Avila, Sebastián Celestino Pérez (a cura di), El periodo orientalizante: Actas del III Simposio Internacional de Arqueología de Mérida, Protohistoria del Mediterráneo Occidental, Vol. 1. . 2005. стр. 75—96. ISBN 84-00-08346-6. Недостаје или је празан параметар |title= (помоћ) (Italian)
12. ↑  P. Bocci, Orientalizzante, padana, civiltà atestina, in « Enciclopedia dell'Arte Antica», V volume, Treccani, Roma 1963, pp. 758–759 (Italian)
13. ↑  Diana Neri, Bologna nell'epoca orientalizzante p. 16 in (a cura di) Luana Kruta Poppi, Diana Neri, Donne dell'Etruria padana dall'VIII al VII secolo a.C., All’Insegna del Giglio, Firenze. . 2015. ISBN 978-8878146266. Недостаје или је празан параметар |title= (помоћ) (Italian)
14. ↑  Burkert, стр. 128
15. ↑  Cook, стр. 5–6
16. ↑  Boardman (1993), 16 (quoted), 17, 29, 33
17. ↑  Cook, стр. 39
18. ↑  Boardman 1993, стр. 15–16
19. ↑  Boardman 1993, стр. 15
20. ↑  "The evolution of Greek vase painting", Ure Museum of Greek Archaeology, 2012. Retrieved 25 May 2012.
21. ↑  Burkert, стр. 41–88
22. ↑  M. L. West, West, M. L. (23. 10. 1997). The East Face of Helicon: West Asiatic Elements in Greek Poetry and Myth,. Clarendon Press. ISBN 978-0-19-159104-4. Clarendon Press, 1997.